# جورج ميتشيل (سياسي)
جورج ميتشيل (بالإنجليزية: George Mitchell)‏ هو سياسي جنوب أفريقي ونيوزلندي، ولد في 1877 في نيوزيلندا، وتوفي في 1939 في ويلينغتون في نيوزيلندا. انتخب عضو مجلس النواب النيوزيلندي.